# Bahrain Ministry Of Interior Tennis Challenger 2024
Il Bahrain Ministry Of Interior Tennis Challenger 2024 è stato un torneo maschile tennis professionistico. È stata la 3ª edizione del torneo, facente parte della categoria Challenger 125 nell'ambito dell'ATP Challenger Tour 2024, con un montepremi di 164 000 $. Si è giocato dal 12 al 18 febbraio 2024 sui campi in cemento del Public Security Officers Club di Manama, in Bahrain.

## Partecipanti

### Teste di serie
| Nazionalità          | Giocatore             | Ranking* | Testa di serie |
| -------------------- | --------------------- | -------- | -------------- |
| Australia            | Christopher O'Connell | 64       | 1              |
| Italia               | Fabio Fognini         | 103      | 2              |
| Rep. Ceca            | Vít Kopřiva           | 116      | 3              |
| Rep. Ceca            | Jakub Menšík          | 130      | 4              |
| Francia              | Richard Gasquet       | 131      | 5              |
| Slovacchia           | Lukáš Klein           | 143      | 6              |
| Bosnia ed Erzegovina | Damir Džumhur         | 150      | 7              |
| Svezia               | Elias Ymer            | 160      | 8              |

* Ranking al 5 febbraio 2024.

### Altri partecipanti
I seguenti giocatori hanno ricevuto una wild card per il tabellone principale:
- Nikoloz Basilašvili
- Fabio Fognini
- Yusuf Qaed

I seguenti giocatori sono entrati in tabellone come alternate:
- Jozef Kovalík
- Michail Kukuškin

I seguenti giocatori sono passati dalle qualificazioni:
- Adrian Andreev
- Cem İlkel
- Laurent Lokoli
- Peter Buldorini
- Gastão Elias
- Viktor Durasovic

## Punti e montepremi
| Torneo    | Torneo              | V      | F      | SF    | QF    | 2T    | 1T    | Q | Q2  | Q1  |
| Singolare | Punti               | 125    | 64     | 35    | 16    | 8     | 0     | 5 | 3   | 0   |
| Singolare | Premi in denaro ($) | 21 650 | 12 770 | 7 560 | 4 400 | 2 590 | 1 565 | – | 785 | 395 |
| Doppio    | Punti               | 125    | 64     | 35    | 16    | –     | 0     | – | –   | –   |
| Doppio    | Premi in denaro ($) | 9 350  | 5 440  | 3 250 | 1 930 | –     | 1,080 | – | –   | –   |

## Campioni

### Singolare
Michail Kukuškin ha sconfitto in finale  Richard Gasquet con il punteggio di 7–6(5), 6–4.

### Doppio
Sergio Martos Gornés /  Petros Tsitsipas hanno sconfitto in finale  Vasil Kirkov /  Patrik Niklas-Salminen con il punteggio di 3–6, 6–3, [10–8].